# Јоанис Теодоропулос
Јоанис Теодоропулос (грч. Ιωάννης Θεοδωρόπουλος рођен Евританија — ) је био грчки атлетичар специјалиста у дисциплини скок мотком, који је учествовао на првим Олимпијским играма 1896. у Атини.
Теодоропулос је са своја два сународника Евангелисим Дамаскосом и Василидосом Ксидасом и двојицом америчких атлетичара Велс Холтом и Албертом Тајлером учествовао у такмичењу у скоку мотком на Олимпијским играма 1896.
Почетну висину од 2,40 прескочиле су сва три Грка и оба Американца. На следећој висину од 2,60 м отпао је Василис Ксадис, а остали су прескочили. На трећој висини отпала су оба Грка и поделили су треће место. Борбу за титулу су водили Американци. Први је био Велс Хојт са 3,30 м, а други Алберт Тајлер скоком од 3,20 метара.
Остали Теодоропулосови резултати нису познати.